# Afroforficula
Afroforficula – rodzaj skorków z rodziny skorkowatych i podrodziny Forficulinae.
Skorki te osiągają od 8,5 do 19 mm długości ciała mierzonego wraz ze szczypcami. Kształt ciała jest wypukły, a ubarwienie głównie żółtawobrązowe. Ich nabrzmiała, gładka głowa zwykle ma całkiem wyraźnie zaznaczone szwy. Szczątkowe pokrywy uległy redukcji do postaci bocznych klapek, przywodzących na myśl te u kikutniczek. U samców szerokie, poprzeczne do kwadratowego pygidium jest wyraźnie widoczne. Przysadki odwłokowe przekształcone są w szczypce. U samca ich ramiona są łukowato zagięte i mogą być rozszerzone w częściach nasadowych lub takowego rozszerzenia pozbawione.
Owady te zamieszkują południową Afrykę Południową w krainie etiopskiej, w tym RPA, Eswatini i Malawi.
Rodzaj ten wprowadzony został w 1990 roku przez Henrika Steinmanna. Należą doń 4 opisane gatunki:
- Afroforficula brongersmai (Boeseman, 1954)
- Afroforficula capeneri (Hincks, 1957)
- Afroforficula kaffir (Burr, 1911)
- Afroforficula nigerrima (Brindle, 1966)